# Engrácia de Segóvia
Santa Engrácia de Segóvia (Segóvia, Reino Visigodo, ca. 642 – Segóvia, Califado Omíada, 715) foi uma mártir cristã que viveu nos séculos VII e VIII. Segundo a tradição, foi martirizada pelos sarracenos conjuntamente com os seus dois irmãos, Frutuoso e Valentim, aquando da invasão destes à Península Ibérica.

## Vida
À semelhança de muitos outros mártires cristãos, pouco se sabe ao certo sobre a vida de Engrácia. O que parece consensual é que tinha dois irmãos e vinha de uma família com algumas posses e fortes convicções cristãs.
Quando os pais faleceram, sem se saber ao certo as causas das suas mortes, Engrácia e os dois irmãos ficaram entregues a si mesmos e muito graças ao tédio que iam sentindo, deram aso a uma vida desregrada de ócio, exageros e invejas. Ainda jovens e herdeiros dos bens dos pais, acabaram por viver sem preocupações num estilo de vida mundano.
A situação começa a mudar quando um dos irmãos de Engrácia, Frutuoso, sem razão conhecida ou bem especificada, decide abandonar esse estilo de vida, desejando uma mudança radical para si. Engrácia e Valentim seguem o exemplo de Frutuoso e decidem despojar-se dos seus bens, dá-los aos necessitados e iniciar uma vida ascética, de reflexão interior mas também de oração e de penitência pelos pecados dos Homens. Os três saem da cidade onde viviam, Segóvia ao que tudo indica, e decidem ir para os arredores junto ao rio Doratón onde fazem três ermidas para cada um poder dedicar o seu tempo ao trato com Deus, como desejavam. Ao que parece, seria perto da atual vila de Sepúlveda em Hoces del Duratón.

## Martírio e veneração

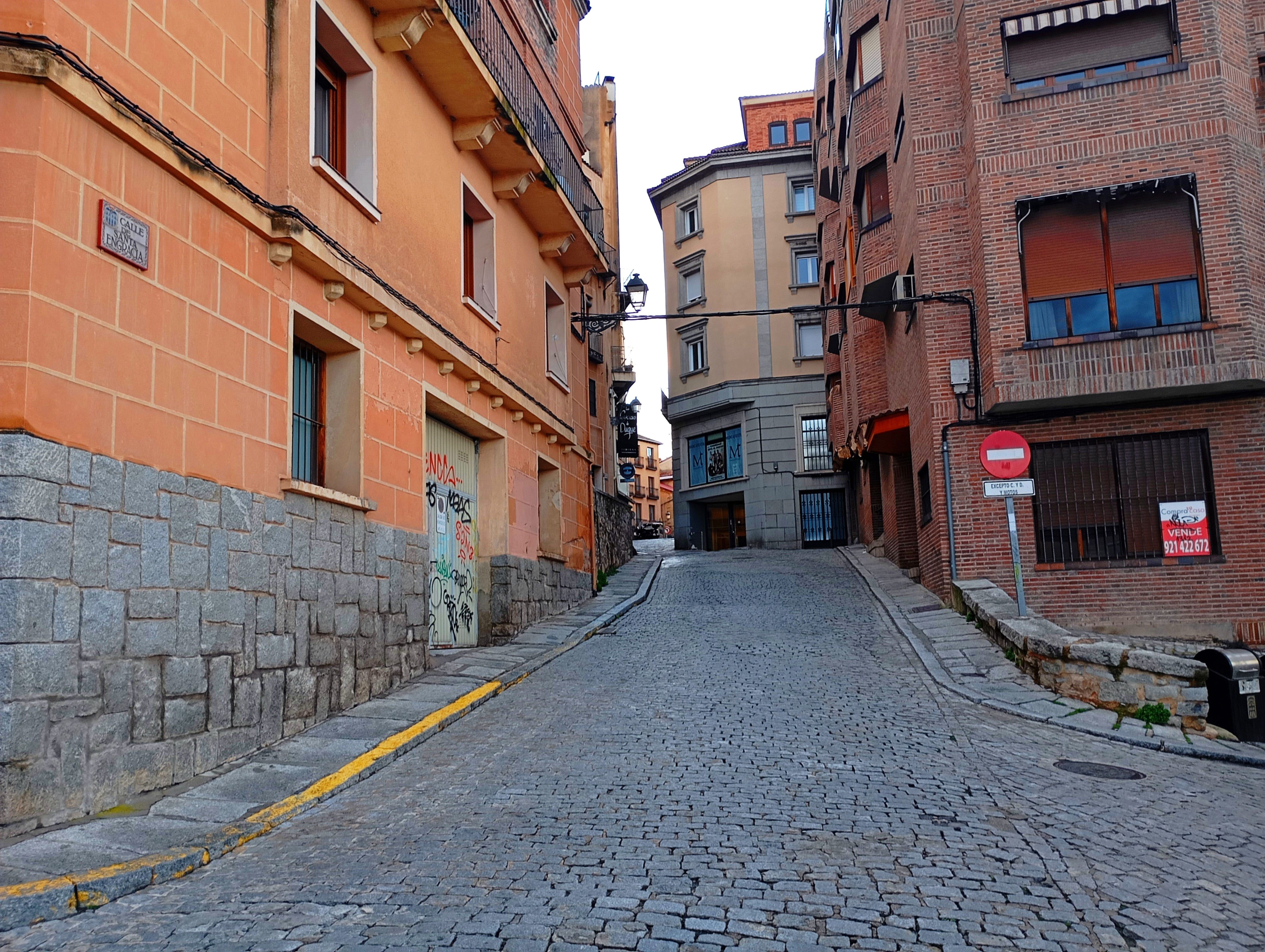
Rua que tem o seu nome em sua homenagem em Segovia

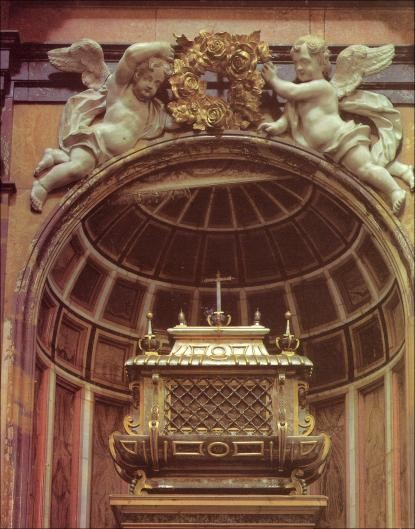
Urna com as relíquias de Santa Engrácia e seus irmãos na Catedral de Santa Maria de Segóvia.

Sabe-se que Engrácia foi martirizada e decapitada pelos sarracenos, aquando da sua invasão à Península Ibérica, conjuntamente com os seus dois irmãos. Frutuoso, ao que parece, teve sempre um papel mais ativo de entre os três, tanto pelo facto de ter sido o primeiro a querer mudar de estilo de vida como por ter amparado muitas das vítimas dos muçulmanos e talvez por isso seja o mais relembrado na cidade de Segóvia.
Com efeito, após o martírio, os corpos dos três irmãos acabaram por ser depositados e venerados na ermida de Frutuoso até ao século XI. Já após a reconquista cristã do local e com Afonso VI no poder, o rei concede esta ermida ao mosteiro de São Sebastião de Silos, hoje conhecida como São Domingo de Silos, em 1076, com o objetivo de a manter e facilitar a crescente devoção de pessoas que ali acorriam.
A ermida foi restaurada e feitas obras por forma a poder albergar monges para ali viverem. As obras terminam no ano de 1100, consagradas pelo arcebispo de Toledo, D. Bernardo. No entanto em 1125 as relíquias dos três santos passam para a catedral de Segóvia, quando esta recupera a sua dignidade episcopal.
Após um longo período onde não se sabia onde se encontravam os restos mortais dos três santos, devido talvez ao grande segredo onde se guardaram as suas relíquias, são descobertos na época do bispo D. Juan Arias de Ávila e depositados na nova catedral em 1558.